# Christoph Reiserer
Christoph Reiserer (* 1966 in Wasserburg am Inn) ist ein deutscher Komponist und Musiker.

## Leben
Christoph Reiserer wirkt als Komponist, Klanginstallateur, Konzeptkünstler und Saxophonist. Er absolvierte die universitären Studiengänge Musikwissenschaft, Musikpädagogik und Philosophie in München und Berlin. In seinen Werken und Performances integriert er immer wieder als tragendes Mittel selbstprogrammierte elektronische Musik, wie zuletzt 2010 in Some Work - Installation für Musikmaschinen, die im Laufe des Stückes die Aufgaben der Musiker übernehmen, auf der Münchener Biennale für Musiktheater.
Als Saxophonist luden ihn das Münchner Rundfunkorchester und das  Münchener Ensemble für Neue Musik piano possibile für die Interpretation von Werken von Olivier Messiaen und Hanspeter Kyburz ein. Daneben spielt er frei improvisierte Musik. Für das Saxophon, besonders das Sopransaxophon, entwickelte er spezielle Spieltechniken weiter.
Christoph Reiserer trat auch als Opernkomponist hervor, so z. B. 2010 mit dem Musiktheater Die Nacht des Brokers auf ein Libretto von Ralph Hammerthaler.
Seine Werke wurden u. a. auf der Münchener Biennale, den Klangspuren Schwaz und dem A•DEvantgarde-Festival München aufgeführt. Er gehört der seit 2015 bestehende Formation für zeitgenössische Musik Neues Kollektiv München an. Deren Stammbesetzung umfasst neben Reiserer Julia Schölzel, Tobias Weber, Alexander Strauch und Friedemann von Rechenberg.
Christoph Reiserer lebt in München.

## Preise und Auszeichnungen
- 1997 Nachwuchsforum für Musikologen der Gesellschaft für Neue Musik und des Ensemble Modern
- 2003 Artist in Residence am Center for Contemporary Arts in Glasgow/Schottland
- 2009 Förderpreis Musik der Landeshauptstadt München

## Werkauswahl

### Oper
- und wenn ... - Bürooper für eine Sängerin und sieben Instrumentalisten, 2007
- Die Nacht des Brokers - Kammeroper für 4 Sänger und 5 Instrumentalisten, Libretto: Ralph Hammerthaler, 2010
- President Jekyll - Kammeroper - Libretto: Frido Mann und Martina Veh, 2012

### Orchesterwerke
- Über das Hin und das Her für Akkordeonorchester, Schlagzeugensemble und Sprecher, 2008

### Kammermusik
- Klarinettenquintett für einen Klarinettisten und Streichquartett, 1999
- Sechsfingermusik für Holzbläserquartett, 2000
- Differenzen für Flöte, Vibraphon und Elektronik, 2005
- e-motion 2 für Violine, Viola, Violoncello, Kontrabass und sensorgesteuertes Klavier, 2005
- Erwartung. Wunsch. Etc. für Mezzosopran, 3 Klarinetten, Violoncello und Klavier, 2008

### Performances, Installationen, Konzeptkunst
- flexible response für vier Instrumente und Elektronik, Marstall München, 2009
- fluX 2008 Isarfloßfahrt mit Musik, 2008
- Some Work in der Villa Stuck in München, Münchener Biennale, 2010
- Tunnel Ende Konzertinstallation, Klangspuren Schwaz, 2010